# Lotnictwo Dalekiego Zasięgu (ZSRR)
Lotnictwo Dalekiego Zasięgu (ros. Дальняя Авиация, Dalnaja Awiatsija, w skrócie ДА, DA) – część Radzieckich Sił Powietrznych, której zadaniem było bombardowanie dalekiego zasięgu celów strategicznych, od lat 50. za pomocą broni nuklearnej. W czasie zimnej wojny lotnictwo to było odpowiednikiem Strategicznego Dowództwa Powietrznego United States Air Force.

## Lotnictwo Dalekiego Zasięgu podczas II wojny światowej
Trzy pierwsze armie lotnicze oznaczone jako armie lotnicze specjalnego przeznaczenia zostały stworzone w latach 1936–1938. 5 listopada 1940 roku zostały one przemianowane na Lotnictwo Bombowe Dalekiego Zasięgu (Dalniebombardirowocznaja awiacyja, DBA).
5 marca 1942 roku lotnictwo strategiczne zostało wydzielone ze struktur Sił Powietrznych i podporządkowane bezpośrednio Stawce Naczelnego Dowództwa, otrzymując nazwę Lotnictwo Dalekiego Zasięgu (Awiacyja dalnego diejstwija, ADD). Jego głównymi zadaniami było bombardowanie administracyjnych, politycznych i wojskowych celów daleko za liniami wroga, węzłów komunikacyjnych, magazynów wroga za linią frontu, a także uczestniczenie w operacjach strategicznych. Poza strategicznymi bombardowaniami dalszych ośrodków, używane było również do celów frontowych. Lotnictwo Dalekiego Zasięgu było dowodzone przez marsz. Aleksandra Gołowanowa. Lotnictwo Dalekiego Zasięgu wspierało także działania partyzantek na okupowanych terenach Związku Radzieckiego i Jugosławii.
Podczas II wojny światowej Lotnictwo Dalekiego Zasięgu znajdowało się w rezerwie Stawki. Otrzymywało ono rozkazy tylko od naczelnego dowódcy – Józefa Stalina. Głównym uzbrojeniem Lotnictwa Dalekiego Zasięgu były średnie bombowce dalekiego zasięgu Ił-4, które w maju 1942 roku w liczbie 319 stanowiły ponad 90% jego stanu. Nieliczne były cięższe bombowce Jer-2 i czterosilnikowe Pe-8. Stan ADP następnie wzrastał, a oprócz dostaw dalszych Ił-4, licznym typem od końca 1942 roku stały się amerykańskie średnie bombowce B-25. Masowo używany był także bombowy wariant transportowego Li-2.
Podczas bitwy o Stalingrad Lotnictwo Dalekiego Zasięgu, ponosząc wcześniej na przestrzeni 18 miesięcy potężne straty, zostało ograniczone do działań nocnych. Rosjanie przeprowadzili 11 317 lotów bojowych nad Stalingradem i nad rejonem zakola Donu pomiędzy 17 lipca a 19 listopada. Naloty te nie wywołały dużych zniszczeń i ich wartość była głównie zaczepna.
Podczas wojny sformowano pięć korpusów lotnictwa bombowego dalekiego zasięgu, które w swoim składzie posiadały w różnych okresach czasu do 3000 samolotów. Samoloty Lotnictwa Dalekiego Zasięgu bombardowały Gdańsk, Królewiec, Kraków, Berlin, Helsinki i inne miasta. Lotnictwo Dalekiego Zasięgu brało aktywny udział w operacjach w krajach bałtyckich. 9 marca 1944 roku od 1500 do 2000 bomb zapalających zostało zrzuconych na Tallinn. W wyniku dwóch radzieckich nalotów zniszczonych zostało 40% budynków miasta, 463 mieszkańców zostało zabitych, 649 rannych, a około 20 000 pozostało bez dachu nad głową. Szczególnie zniszczona została ulica Harju oraz teatr "Estonia". Między 6 a 8 marca 1944 roku zabytkowa dzielnica Narwy została całkowicie zniszczona. W tym samym miesiącu naloty przeprowadzono na Tartu, Tapa i Jõhvi. W okresie od lipca do grudnia 1944 roku samoloty Lotnictwa Dalekiego Zasięgu wykonały 7200 lotów bojowych oraz zrzuciły 62 000 bomb o łącznej masie 7600 t.
W latach 1941–1944 Lotnictwo Dalekiego Zasięgu przeprowadziło m.in. szereg nalotów na okupowaną przez Niemców Warszawę, przy czym najwięcej ofiar i strat materialnych spowodowały naloty dywanowe przeprowadzone latem 1942 roku oraz w maju 1943 roku. Oficjalnym celem ataków były niemieckie obiekty wojskowe i przemysłowe jednak wielokrotnie sowieckie bomby spadały także na gęsto zaludnione dzielnice mieszkaniowe. W wyniku nalotów zginęło co najmniej 1000 warszawiaków, kolejnych kilka tysięcy odniosło rany, a kilkaset budynków uległo zburzeniu lub uszkodzeniu.
6 grudnia 1944 roku Lotnictwo Dalekiego Zasięgu zostało ponownie włączone do struktur sił powietrznych i przemianowane na 18. Armię Lotniczą. W chwili zakończenia wojny w Europie miało 78 pułków, wyposażonych w 593 Li-2, 553 Ił-4, 357 B-25, 101 Jer-2, 39 TB-3 i 32 Pe-8.

## Zimna wojna
Pod II wojnie światowej bombowce strategiczne zostały przegrupowane w ramach Lotnictwa Dalekiego Zasięgu Sił Zbrojnych w kwietniu 1946 roku. DA WS (ros. Dalnaja Awiatsija Wozdusznich Sił – Lotnictwo Dalekiego Zasięgu Sił Powietrznych) składało się z 1. Armii Lotniczej Dalekiego Zasięgu stacjonującej w Smoleńsku, która została przemianowana na 50. Armię Lotniczą w styczniu 1949 roku, 2. Armii Lotniczej Dalekiego Zasięgu w Winnicy przemianowanej na 43. Armię Lotniczą w styczniu 1949 roku i 3. Armii Lotniczej w Chabarowsku zreorganizowanej na 65. Armię Lotniczą w styczniu 1949 roku. 1., 2. i 3. Armia Lotnicza były wcześniej aktywne będąc bezpośrednim wsparciem wojsk lądowych podczas II wojny światowej i dlatego nowe armie lotnicze dalekiego zasięgu, które miały krótszą służbę operacyjną zostały przemianowane na 50., 43. i 65. Armię Lotniczą.
Kiedy lata 40. dobiegały końca i zimna wojna się rozpoczęła Związek Radziecki zwarł szyki, aby stworzyć broń odstraszającą w stosunku do Stanów Zjednoczonych. Jedynym wystarczająco dobrym samolotem, którym mógłby być wyposażony w tę broń był Tu-4, który był wierną kopią B-29 Superfortress. Wszedł on do produkcji w 1949 roku, będąc pierwszą groźbą wybuchu wojny ze Stanami Zjednoczonymi (technologia pocisków rakietowych, w tym czasie była jeszcze daleką przyszłością). Ponieważ Tu-4 nie był w stanie powrócić po misji do Związku Radzieckiego wojsko pracowało nad stworzeniem samolotu międzykontynentalnego.

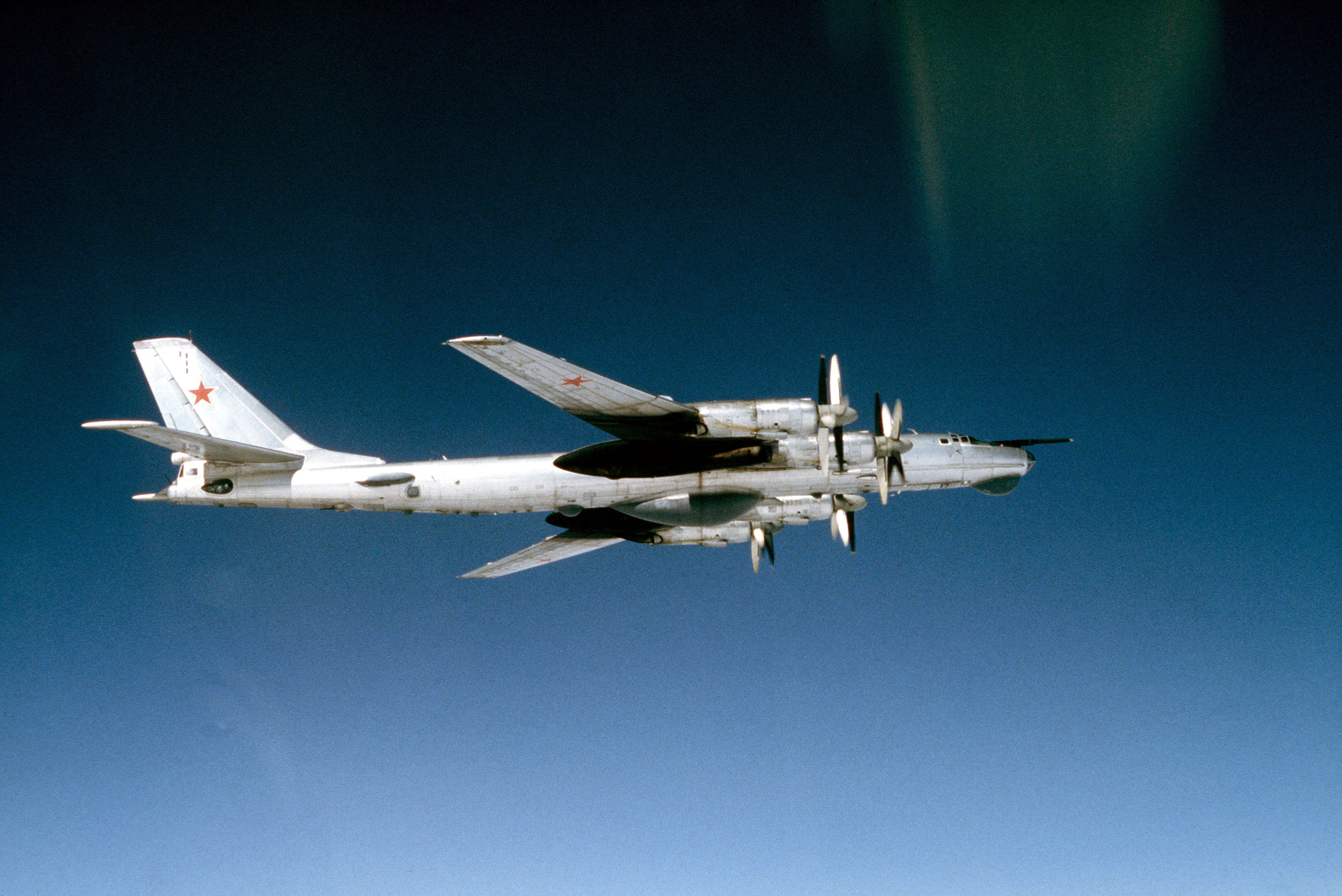
Tu-95 – radziecki strategiczny samolot bombowy dalekiego zasięgu, samoloty tego typu służyły w Lotnictwie Dalekiego Zasięgu podczas zimnej wojny

Wynikiem tej rywalizacji był wysoce udany bombowiec jakim był Tu-95, który wszedł do służby w latach 1955–1956 i pozostawał on kluczowym elementem zagrożenia dla państw NATO do końca zimnej wojny – pozostał on także w służbie po rozpadzie Związku Radzieckiego. Wkładem Miasiszczewa był M-4, ale samolot ten nie spełnił oczekiwań. Jednak w zaskakujący sposób posłużył on jako powietrzny tankowiec, co stało się jego głównym zadaniem i znacznie poszerzyło zasięg operacyjny strategicznej floty powietrznej ZSRR. Inne samoloty w służbie Lotnictwa Dalekiego Zasięgu w okresie zimnej wojny to Tu-16 i Tu-22.
W 1957 roku 65. Armia Lotnicza została przemianowana na 5. Armię Lotniczą i przeniesiona do Błagowieszczeńska. W 1960 roku Lotnictwo Dalekiego Zasięgu zostało zreorganizowane na Samodzielne Korpusy Lotnicze Ciężkich Bombowców (OTBAK – Otdielnij tiażeli bombandirowocznij awiatsionnij korpus), zamiast wcześniejszej nazwy armii lotniczej, a było to spowodowane wzrostem liczby uzbrojenia oraz użyciem broni nuklearnej jako części uzbrojenia. Wśród tych korpusów znajdowały się 2., 6. i 8. Korpus i były one po części sformowane z 43., 50. i 5. Armii Lotniczej Lotnictwa Dalekiego Zasięgu. W tym samym czasie 43. i 50. Armia Lotnicza zostały przeniesione do Strategicznych Wojsk Rakietowych i stały się 43. i 50. Armią Rakietową.
Do 1980 roku DA WS istniało jako samodzielny rodzaj wojsk. W styczniu 1980 roku Lotnictwo Dalekiego Zasięgu zostało rozwiązane, a jednostki ciężkich bombowców zostały podzielone pomiędzy trzy armie lotnicze – 37. Armię Lotniczą Najwyższego Naczelnego Dowództwa (strategicznego przeznaczenia), ze swoją kwaterą główną w Moskwie, 46. Armię Lotniczą Najwyższego Naczelnego Dowództwa (strategicznego przeznaczenia) w Smoleńsku i 30. Armię Lotniczą Najwyższego Naczelnego Dowództwa (strategicznego przeznaczenia) w Irkucku. W latach 80. Lotnictwo Dalekiego Zasięgu wprowadziło do służby bombowiec strategiczny Tu-160, który był podobny i nieco większy od amerykańskiego B-1 Lancera.
Te trzy armie lotnicze dalekiego zasięgu latały również na Tu-22M. 1 stycznia 1991 roku siły 46. Armii Lotniczej zawierały:

### 46 Armia Lotnicza
1991
Kwatera główna: Smoleńsk
- 64 samodzielny pułk łączności (Smoleńsk)
- 103 Gwardyjski pułk lotnictwa transportowego Gwardii (Smoleńsk)
- 199 Gwardyjski Brzeski pułk rozpoznania dalekiego zasięgu (Nieżyn), 26 Tu-22R
- 290 pułk lotnictwa rozpoznania dalekiego zasięgu (Ziabrówka, obwód homelski)
- 13 Gwardyjska Dywizja Lotnictwa Bombowego
  - 185 gwardyjski pułk lotnictwa bombowego (Połtawa), 22 Tu-22M
- 15 Gwardyjska Homelska Dywizja Lotnictwa Bombowego (Żytomierz)
  - 121 Sewastopolski pułk lotnictwa bombowego (Maczuliszczy) z 34 Tu-22K
  - 203 Orłowski pułk lotnictwa bombowego (Baranowicze) z 32 Tu-22K
  - 34 pułk lotnictwa bombowego (Żytomierz) z 32 Tu-22K
- 22 Donbaska Dywizja Lotnictwa Bombowego (Bobrujsk)
  - 200 Brzeski pułk lotnictwa bombowego (Bobrujsk) z 20 Tu-22M3 i 18 Tu-16K
  - 260 pułk lotnictwa bombowego  (Stryj) z 18 Tu-22M3 i 23 Tu-16K
- 326 Tarnopolska Dywizja Lotnictwa Bombowców Ciężkich (Tartu)
  - 132 Berliński pułk lotnictwa bombowego (Tartu) z 18 Tu-22M3 i 17 Tu-16K
  - 402 pułk lotnictwa bombowego (Bołbasowo) z 17 Tu-22M3 i 7 Tu-16K
  - 840 pułk lotnictwa bombowego (Solcy) z 19 Tu-22M3

W 1988 roku trzy armie lotnicze zostały ponownie połączone ze sobą tworząc Dowództwo Lotnictwa Dalekiego Zasięgu.

## Strategia

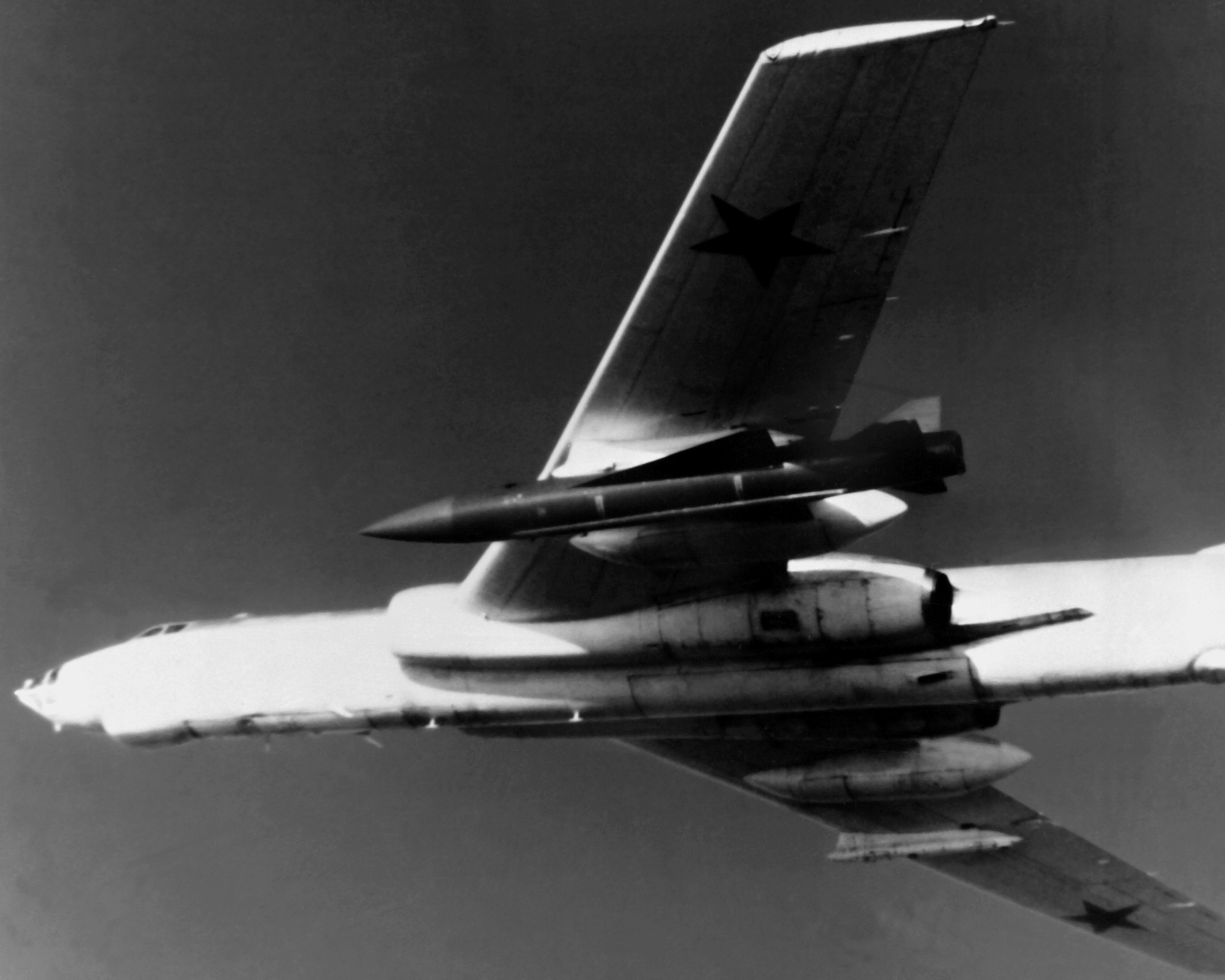
Tu-16 – radziecki odrzutowy samolot bombowy użytkowany przez Lotnictwo Dalekiego Zasięgu w czasie zimnej wojny. Na zdjęciu z pociskiem KRS-5

W wypadku wojny nuklearnej ze Stanami Zjednoczonymi wszystkie siły ciężkich bombowców miały zostać użyte do ataku na cele amerykańskie. Średnie bombowce miały posiadać rolę drugoplanową.
Mimo to elementy wszystkich strategicznych sił Związku Radzieckiego miały być w stanie użyte w działaniach wojsk Układu Warszawskiego. W 1975 roku Centralna Agencja Wywiadowcza oceniła, że 530 bombowców średniego zasięgu na zachód od Uralu, które mogłyby być jeszcze dodatkowo wzmocnione przez lotnictwo marynarki Związku Radzieckiego, miały być użyte na cele europejskie na tyłach wojsk NATO, co wymagało sporych ładunków konwencjonalnych lub nuklearnych.
Samoloty Lotnictwa Dalekiego Zasięgu stacjonowały na ok. 12 kluczowych bazach wokół Związku Radzieckiego: Diagilewo w pobliżu Moskwy, Pryłuki i Uzyn na Ukrainie, Engels-2 w pobliżu Saratowa, Mozdok w pobliżu Czeczenii, Dołon w pobliżu Semipałatyńska oraz Bełaja, Ukrainka i Wozdwiżenka na Dalekim Wschodzie.
Chociaż siły skupione w rejonie arktycznym mogłyby stanowić poważne zagrożenie dla Ameryki Północnej, to surowy klimat, słaba sieć logistyczna i niewystarczająca sieć obronna uniemożliwiały taki plan. Tym samym Związek Radziecki stworzył sieć (dyżurnych) baz arktycznych pod kontrolą OGA (Arktyczna Grupa Kontrolna), które miałyby zostać uruchomione na wypadek wojny. Bazy te były lotniskami polowymi używanymi na krótkie postoje, tzw. odbicie (ros. Аэродром подскока), przez samoloty w celu uzupełnienia paliwa i niezbędnego serwisu związanego z przedłużeniem długości lotu.
Początkowo bazami tymi były Ołenegorsk, lotnisko Rogaczewo na Nowej Ziemi i Workuta Sowietskij na północnym zachodzie oraz port lotniczy Tiksi, port lotniczy Anadyr i Mys Szmidta na północnym wschodzie. Chociaż Tu-95 mógł działać bez baz tymczasowych, to prawie wszystkie inne samoloty potrzebowałyby takich baz w celu osiągnięcia terenu Stanów Zjednoczonych.
Załogi bombowców były szkolone w celu osiągnięcia jak najlepszej dyspozycji w podstawowych aspektach operacji strategicznych, włączając w to nawigację, tankowanie w powietrzu, procedury ataków rakietowych powietrze-ziemia, tymczasowe bazy arktyczne, taktykę przenikania na terytorium wroga i działania dotyczące walki radioelektronicznej.

## Lotnictwo dalekiego zasięgu Federacji Rosyjskiej
Wraz z rozpadem Związku Radzieckiego Lotnictwo Dalekiego Zasięgu weszło w okres schyłkowy wraz z innymi byłymi elementami Sił Zbrojnych ZSRR. Miało to swoją kulminację wtedy, gdy dowództwo zostało formalnie rozwiązane w 1998 roku jako część połączenia Wojsk PWO z siłami powietrznymi. Zostało ono zastąpione przez 37. Armię Lotniczą Najwyższego Naczelnego Dowództwa w skład której wchodził jeden pułk złożony z ok. 15 Tu-160, trzech pułków Tu-95, czterech pułków Tu-22M i jednego pułku powietrznych tankowców. Liczyły one razem ok. 15 Tu-160, 64 Tu-95, 116 Tu-22M i ok. 20 powietrznych tankowców Ił-78. W 2006 roku do służby został dołączony jeszcze jeden Tu-160, co zwiększyło liczbę samolotów w służbie do 16. W 2009 roku 37. Armia Lotnicza Najwyższego Naczelnego Dowództwa została przemianowana na Dowództwo Lotnictwa Dalekiego Zasięgu w wyniku przeprowadzonej na szeroką skalę reorganizacji Rosyjskich Sił Powietrznych.